# Ксеро
«Ксеро» (англ. Xero) — экспериментальный лесбийский порнофильм 2010 года режиссёра Джека «Зиппера». Премьера состоялась 21 июня 2010 года в США, 1 июля фильм вышел на DVD, а 28 октября был показан на Берлинском порнофестивале.

## Сюжет
Фильм объединил в себе лесбийскую эротику в исполнении пяти девушек и стилизацию под японские дзэн-традиции, а также содержит в себе БДСМ-элементы: владение ножом, противогазы, латекс, маски.

## В ролях
- Джейд Старр[нем.] — брюнетка
- Джейми Лэнгфорд — шатенка
- Франциска Фейселла — блондинка
- Деви Линн
- Зои Минкс

## Награды и номинации
Награды
- 2011 — AltPorn Award — «Best Feature AltPorn Video»[6]

Номинации
- 2011 — AVN Awards — «Best All-Girl-Release»[7]
- 2011 — AVN Awards — «Best Art Direction»[7]
- 2011 — AVN Awards — «Best Music Soundtrack»[7]
- 2011 — AVN Awards — «Best Tease Performance» (Джейми Лэнгфорд)[7]